# Tipula (Vestiplex) kiritshenkoi
Tipula (Vestiplex) kiritshenkoi is een tweevleugelige uit de familie langpootmuggen (Tipulidae). De soort komt voor in het Palearctisch gebied.